# Retenzija
Retenzija (en serbe cyrillique : Ретензија) est un quartier de Belgrade, la capitale de la Serbie. Il est situé dans la municipalité urbaine de Zemun. Au recensement de 2002, il comptait 9 344 habitants.

## Emplacement
Retenzija est situé au sud-est de la partie urbaine de Zemun, à la limite de la municipalité de Novi Beograd. Le quartier est entouré par ceux de Donji Grad au nord, Zemunski kej à l'est et Paviljoni à l'ouest. Il est délimité par les boulevards Mihaila Pupina (à l'ouest) et Nikole Tesle (à l'est) ainsi que par les rues Prve pruge (au nord) et Džona Kenedija (au sud).

## Caractéristique
Retenzija correspond au secteur du Blok 9b, l'un des 72 bloks résidentiels créés lors de la construction de Novi Beograd, entreprise en 1948. En raison de changements dans les limites administratives, plus blocs font aujourd'hui partie de la municipalité de Zemun : il s'agit des bloks 9, 9a, 9b, 11, 11c et 50 (la partie la plus septentrionale du quartier de Bežanija).
Retenzija est un quartier principalement résidentiel situé à 100 m de la rive droite du Danube, dont il est séparé par le Zemunski kej, le « quai de Zemun ».
Le nom de retenzija, la « rétention », évoque le lieu où les locomotives à vapeur faisaient autrefois le plein d'eau et de charbon.